# Слепоочие
Слепоочие (на латински: regio temporalis) е анатомична област в главата на човека, разположена между ухото и окото.
Костта отдолу е слепоочната кост, както и част от клиновидната кост.
Слепоочната кост ((на латински: temporal bones, в превод „временна кост“), е наречена така, защото върху нея се намира слепоочният мускул ((Шаблон:Musculus temporalis), а върху него е началото на окосмяването на косата, което с напредването на възрастта се отдръпва и намалява.